# پیتر دینکلیج
پیتر هایدن دینکلیج (انگلیسی: Peter Hayden Dinklage؛ زادهٔ ۱۱ ژوئن ۱۹۶۹) بازیگر آمریکایی است. او برای بازی در نقش تیریون لنیستر در مجموعهٔ فانتزی بازی تاج‌وتخت (۲۰۱۱–۲۰۱۹) شناخته‌شده‌تر است که برای این نقش برندهٔ چهار جایزهٔ امی ساعات پربیننده برای بهترین بازیگر مکمل مرد در مجموعه تلویزیونی درام شد.

## اوایل زندگی
پیتر دینکلیج در ۱۱ ژوئن ۱۹۶۹ در منطقهٔ جرسی شور نیوجرسی، یا در موریس‌تاون، نیوجرسی زاده شد. پدرش جان کارل دینکلیج، فروشنده بیمه، و مادرش دایان دینکلیج، آموزگار موسیقی دبستان است که تبار آلمانی و ایرلندی دارد. او در منطقهٔ تاریخی بروکسید در شهر مندهام با والدین و برادر بزرگترش جاناتان بزرگ شد. او تنها عضو خانواده است که به آکندروپلازی مبتلاست. او به‌عنوان پیرو کلیسای کاتولیک بزرگ شد.
دینکلیج و برادرش در کودکی برای مردم محله‌شان نمایش موزیکال عروسکی اجرا می‌کردند. او برادرش جاناتان را «اجراکنندهٔ واقعی خانواده» توصیف کرده و گفته است که اشتیاق برادرش به ویولن تنها چیزی بود که او را از دنبال کردن بازیگری بازداشت. جاناتان از مدرسه هنر میسون گراس در دانشگاه راتگرز-نیوبرانزویک فارغ‌التحصیل شد و ویولن‌نواز و کنسرت‌مایستر موزیکال همیلتون است.
دینکلیج نخستین موفقیتش در تئاتر را در نمایش کلاس پنجم با عنوان خرگوش مخملی به دست آورد. او که نقش اول را بازی می‌کرد، از استقبال تماشاگران به نمایش خوشحال شد. او به مدرسه دلبارتون (مدرسه پیش‌دانشگاهی کاتولیک برای پسران) رفت و در آنجا مهارت‌های بازیگری خود را توسعه داد. در سال ۱۹۸۴، او از نمایش غرب حقیقی سم شپارد الهام گرفت که حرفهٔ بازیگری را دنبال کند.
او در کالج بنینگتون شرکت کرد که آن‌جا برای دریافت مدرک نمایش به تحصیل پرداخت و پیش از فارغ‌التحصیلی، در سال ۱۹۹۱ در نمایش‌های متعدد حضور یافت. او به همراه دوستش به شهر نیویورک نقل مکان کرد تا یک شرکت تئاتر بسازد. این دو که نمی‌توانستند اجاره‌بهای آپارتمان را پرداخت کنند، مجبور شدند از آپارتمان خود اسباب‌کشی کنند. او به مدت ۲۰ سال در نیویورک در محله‌های ویلیامزبورگ و وست ویلج زندگی کرد، سپس شش سال برای یک شرکت پردازش داده مشغول به کار شد و پس از آن دوباره حرفهٔ بازیگری را تمام‌وقت دنبال کرد.

## زندگی شخصی

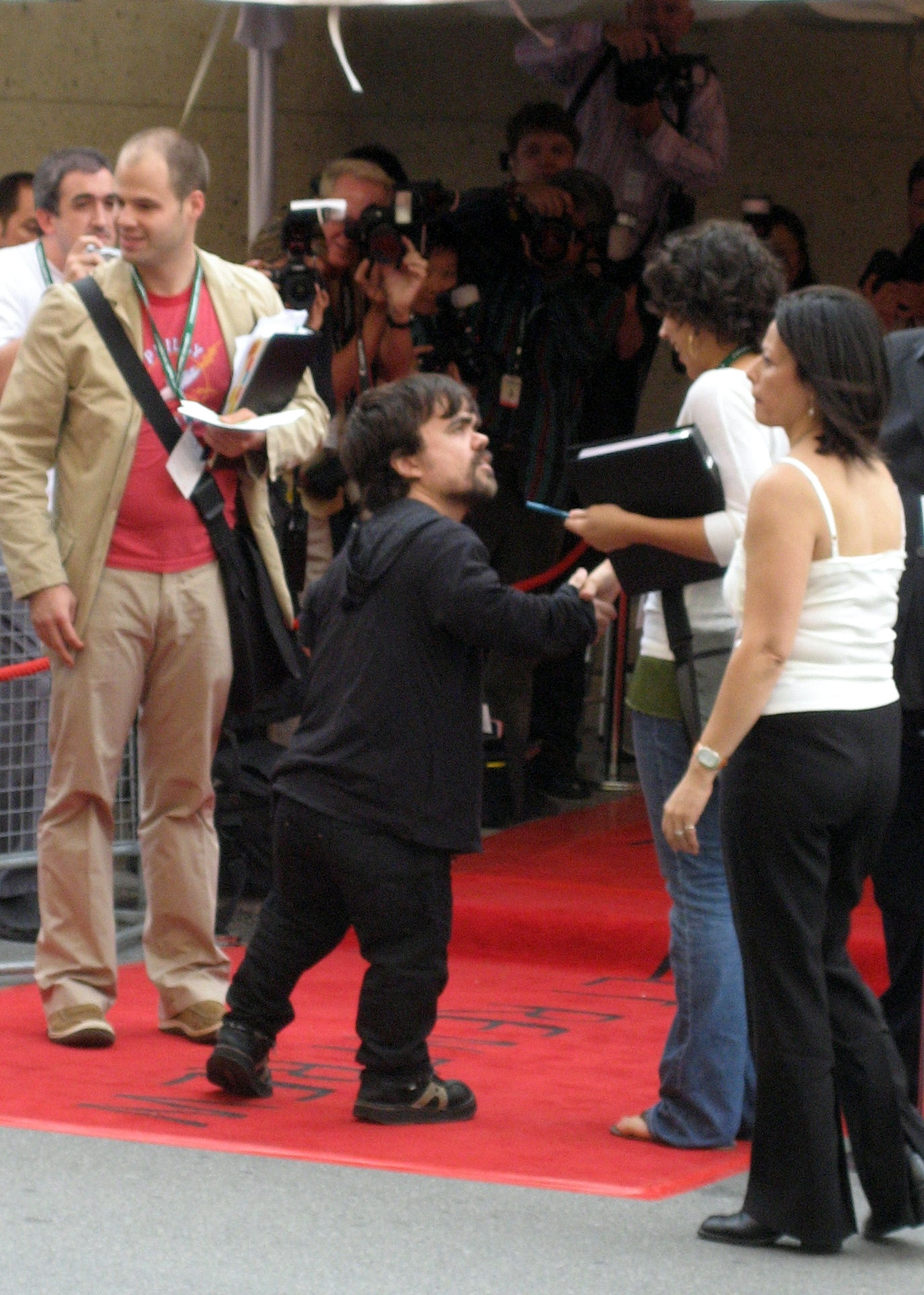
پیتر هایدن دینکلیج در سال ۲۰۰۶

دینکلیج در سال ۲۰۰۵ با اریکا اشمیت، کارگردان تئاتر ازدواج کرد. آن‌ها دو فرزند دارند: یک دختر متولد ۲۰۱۱ و یک پسر متولد ۲۰۱۷.
دینکلیج در سال ۲۰۰۸ خود را کاتولیک برگشته توصیف کرد.
دینکلیج از ۱۶ سالگی گیاه‌خوار و از سال ۲۰۱۴ وگان بوده است. او مدافع حقوق حیوانات است.

## بخشی از فیلم‌شناسی
- زندگی در فراموشی (۱۹۹۵)
- گلوله (۱۹۹۵)
- ذات آدمی (۲۰۰۱)
- دیدبان سوم (۲۰۰۲)
- ۱۳ ماه (۲۰۰۲)
- مأمور ایستگاه (۲۰۰۳)
- کوتاهی پا مشکلی نیست (۲۰۰۳)
- الف (۲۰۰۳)
- ریچارد سوم (نمایش‌نامه) (۲۰۰۳)
- دارودسته (مجموعه تلویزیونی) (۲۰۰۵)
- باکستر (۲۰۰۵)
- مرا گناهکار بدان (۲۰۰۶)
- فراری کوچولو (۲۰۰۶)
- پنلوپه (۲۰۰۶)
- جراحی پلاستیک (مجموعه تلویزیونی) (۲۰۰۶)
- مرگ در تشییع جنازه (۲۰۰۷)
- آندرداگ (۲۰۰۷)
- سرگذشت نارنیا: شاهزاده کاسپین (۲۰۰۸)
- ۳۰ راک (۲۰۰۹)
- قدیس جان از لاس وگاس (۲۰۰۹)
- مرگ در مراسم خاکسپاری (۲۰۱۰ )
- بازی تاج و تخت در نقش تیریون لنیستر (۲۰۱۹–۲۰۱۱)
- زمستان در راه است (۲۰۱۱)
- تکه‌ای از بهشت (۲۰۱۱)
- بازی تاج‌وتخت (فصل ۱) (۲۰۱۱)
- جاده شاهی (بازی تاج و تخت) (۲۰۱۱)
- چلاق‌ها، حرامزاده‌ها و چیزهای خراب (۲۰۱۱)
- گرگ و شیر (۲۰۱۱)
- یک تاج طلایی (۲۰۱۱)
- بیلور (۲۰۱۱)
- نوک تیز (۲۰۱۱)
- آتش و خون (۲۰۱۱)
- بازی تاج و تخت (فصل ۲) (۲۰۱۲ )
- شاهزاده وینترفل (۲۰۱۲ )
- عصر یخبندان: رانش قاره‌ای (۲۰۱۲)
- بازی تاج و تخت (فصل ۳) (۲۰۱۳)
- ساتردی نایت لایو (فصل ۳۸) (۲۰۱۳)
- سسمی استریت (۲۰۱۳)
- یک مورد از شما (۲۰۱۳)
- بازی تاج‌وتخت (فصل ۴) (۲۰۱۴)
- پایین پایین (۲۰۱۴)
- شکننده زنجیرها (۲۰۱۴)
- قوانین خدایان و آدمیان (۲۰۱۴)
- مردان ایکس: روزهای گذشته آینده (۲۰۱۴)
- عصبانی‌ترین مرد در بروکلین (۲۰۱۴)
- سرنوشت (بازی ویدئویی) (۲۰۱۴)
- بازی تاج‌وتخت (بازی ویدئویی ۲۰۱۴) (۲۰۱۴)
- پیکسل‌ها (۲۰۱۵)
- رئیس (۲۰۱۶)
- فیلم پرندگان خشمگین (۲۰۱۶)
- پخش زنده شنبه شب (۲۰۱۶)
- خاطره (۲۰۱۷)
- سه بیلبورد خارج از ابینگ، میزوری (۲۰۱۷) در نقش جیمز
- انتقام‌جویان: جنگ ابدیت (۲۰۱۸)
- فیلم پرندگان خشمگین ۲ (۲۰۱۹)
- بین دو سرخس: فیلم (۲۰۱۹)
- بسیار مراقبت می‌کنم (۲۰۲۰)
- سیرانو (۲۰۲۲)
- رؤیاپرداز آمریکایی (۲۰۲۲)